# Liste des maires actuels des paroisses de la Jamaïque
 (août 2023).
Cette page dresse la liste des maires actuels des paroisses de la Jamaïque (la corporation de Kingston & St. Andrew regroupe les paroisses de Kingston et de Saint Andrew).

## Maires des paroisses
| Paroisse                                       | Nom                       | Depuis (le)  |
| ---------------------------------------------- | ------------------------- | ------------ |
| Hanover                                        | Wynter McIntosh (intérim) | 2012/2017    |
| Saint Elizabeth                                | Everton Fisher            | 2012/2017    |
| Saint James                                    | Glendon Harris            | 2012/2017    |
| Trelawny                                       | Garth Wilkinson           | 2012/2017    |
| Westmoreland                                   | Bertel Moore              | .../2012     |
| Clarendon                                      | Scean Barnswell           | 2012/2017    |
| Manchester                                     | Brenda Ramsey             | .../2012     |
| Saint Ann                                      | Desmond Gilmore           | 2011/2017    |
| Saint Catherine                                | Norman Scott              | 2012/2017    |
| Saint Mary                                     | Levan A. Freeman          | 2012/2017    |
| Corporation de Kingston et Saint Andrew (KSAC) | Angela Brown Burke        | 2 avril 2012 |
| Portland                                       | Wayne McKenzie (intérim)  | 2012/2017    |
| Saint Andrew                                   | Desmond McKenzie          | .../2012     |
| Saint Thomas                                   | Ludlow Mathison           | 2012/2017    |